# Primera mutación consonántica
La primera mutación consonántica es una modificación fonética que afectó a las consonantes oclusivas del proto-indoeuropeo en las lenguas germánicas (por lo que a menudo se le conoce por su nombre en alemán: erste germanische Lautverschiebung) y en armenio. Actualmente se sitúa el proceso en torno al siglo V.
Sus modificaciones son descritas por las leyes de Grimm y de Verner (de hecho, frecuentemente se asimila a la primera de estas, al ser la segunda un simple refinamiento que explica algunas excepciones).
De entre las lenguas germánicas, ciertos dialectos meridionales de la rama occidental sufrieron todavía una nueva modificación fonética llamada segunda mutación consonántica, todo esto dando lugar al alto alemán (base del alemán estándar). 
- Datos: Q3327540